# Lottiidae
Lottiidae (лат.) — семейство морских брюхоногих моллюсков. Известны в ископаемом виде. Встречаются во всех океанах от тропических до полярных вод. Раковина коническая, не извитая, двусторонне-симметричная, без вершинной перфорации и краевой щели. Вершина в центре или немного сдвинута вперед. Скульптура более или менее развитая, преимущественно радиальная. Внутренняя граница отверстия более или менее четко выражена. Внутренняя часть раковины белая, без перламутра, без известковой перегородки, но с прерывистым спереди подковообразным мышечным рубчиком. Оперкулум отсутствует. Голова с развитым рылом, с глазами или без них. Нога большая, очень сильная. В мантийной полости имеется единственная настоящая жабра. Малоподвижные животные, обычно обитающие на открытых твердых субстратах, где они могут крепко присосаться ногой. Обгрызают со скал и камней водоросли и другие обрастания. Гермафродиты. Оплодотворение наружное. Из яиц выходят свободноплавающие планктонные личинки. Этих моллюсков традиционно употребляют в пищу жители побережья Юго-Восточной Азии и островов западной части Тихого океана.

## Классификация
На январь 2024 года в семейство включают следующие роды:
- Actinoleuca W. R. B. Oliver, 1926
- Asteracmea W. R. B. Oliver, 1926
- Atalacmea Iredale, 1915
- Discurria Lindberg, 1988
- Lottia Gray, 1833
- Notoacmea Iredale, 1915
- Scurria Gray, 1847
- Patelloida Quoy & Gaimard, 1834
- Nipponacmea Sasaki & Okutani, 1993
- Niveotectura Habe, 1944
- Potamacmaea Peile, 1922
- Radiacmea Iredale, 1915
- Tectura J. E. Gray, 1847
- Testudinalia Moskalev, 1966
- Yayoiacmea Sasaki & Okutani, 1993